# 534 (album)
Albums de Memphis Bleek
M.A.D.E.
(2003)
Singles
1. Like That
Sortie : 2005
2. Infatuated
Sortie : 2005
3. The One
Sortie : 2005

534 est le quatrième album studio de Memphis Bleek, sorti le 17 mai 2005.
L'album s'est classé 3e au Top R&B/Hip-Hop Albums et 11e au Billboard 200.

## Liste des titres
| No  | Titre                                                             | Contient un (des) sample(s) de                                                                             | Durée |
| --- | ----------------------------------------------------------------- | --- | ----- |
| 1.  | 534 (Produit par Just Blaze)                                      | | 2:42  |
| 2.  | Interlude (Produit par Just Blaze)                                | Summer Song de Lisa Koch                                                                                   | 0:16  |
| 3.  | Dear Summer (Interprété par Jay-Z – Produit par Just Blaze)       | Morning Sunrise de Weldon Irvine                                                                           | 2:53  |
| 4.  | Like That (Produit par Swizz Beatz)                               | Everybody Plays the Fool du Main Ingredient Do You Know What Time It Is? de Kool Moe Dee                   | 3:16  |
| 5.  | Infatuated (featuring Boxie – Produit par Demi-Moc)               | | 4:05  |
| 6.  | The One (featuring Rihanna – Produit par Bink!)                   | I Can't Breakaway de Natalie Cole Who Shot Ya? de The Notorious B.I.G. featuring Puff Daddy                | 4:00  |
| 7.  | First, Last and Only (featuring M.O.P. – Produit par LeQawn Bell) | Never Know What You Can Do (Give It a Try) de Leroy Hutson                                                 | 3:01  |
| 8.  | Get Low (featuring Livin' Proof – Produit par Chad Hamilton)      | | 3:03  |
| 9.  | Oh Baby (featuring Young Gunz – Produit par Bink!)                | Hypnotize de The Notorious B.I.G.                                                                          | 4:06  |
| 10. | Smoke the Pain Away (featuring Denim – Produit par 9th Wonder)    | I Think I'll Stay Home Today de Billy Paul                                                                 | 4:27  |
| 11. | Hater Free (Produit par Shea Taylor)                              | Going Back to Cali de The Notorious B.I.G. Niggas Don't Give a Fuck de Tha Dogg Pound featuring Snoop Dogg | 3:58  |
| 12. | Alright (Produit par 9th Wonder)                                  | Trace of Your Love de Joe Simon                                                                            | 3:52  |
| 13. | All About Me (Produit par Coptic)                                 | Slow Tongue de Millie Jackson                                                                              | 4:20  |
| 14. | Straight Path (Produit par Just Blaze)                            | Something d'Al Green                                                                                       | 4:52  |